# 革新派 (越南共产党)
革新派，也称改革派、南方派，是越南共产党的一个松散派系，主要由以胡志明市为中心南方系官员组成，主张市场经济、政治改革和亲美外交，与北方系的保守派相对。

## 简介
自1986年越南实行革新开放以来，在实际的政治操作中，越南的国家机器由长期越共中央总书记、国家主席、政府总理和国会主席所谓“四大支柱”领导。其中越共中央总书记多为来自河内市的保守派，政府总理多为来自胡志明市的革新派。 南方派主要从事经济管理工作，倾向于加大越南对外开放特别是向西方发达国家开放。北方派大多从事党务、意识形态、宣传等工作，思想相对保守。
代表人物有阮文安、陈方、黎红河、阮春福、阮晋勇等。前任越共中央总书记阮富仲为保守派。
外界观察认为，革新派较保守派更为年轻。